# Назаров, Туйчи
Туйчи Назаров (15 мая 1896, кишлак Калача, Скобелевский уезд — 18 августа 1974, там же) — советский военнослужащий, гвардии красноармеец, Герой Советского Союза, участник Великой Отечественной войны. Стрелок 2-го мотострелкового батальона 17-й гвардейской механизированной бригады (6-й гвардейский механизированный корпус, 4-я гвардейская танковая армия, 1-й Украинский фронт).

## Биография
Родился 15 мая 1896 года в кишлаке Калача (ныне — Ферганский район Ферганской области) в семье крестьянина. Таджик.
Окончил начальную школу. Работал трактористом в колхозе. В РККА с 19 мая 1943 года. Призван Ферганским РВК Ферганской области Узбекской ССР.
В действующей армии с 1 июня 1943 года.

### Подвиг

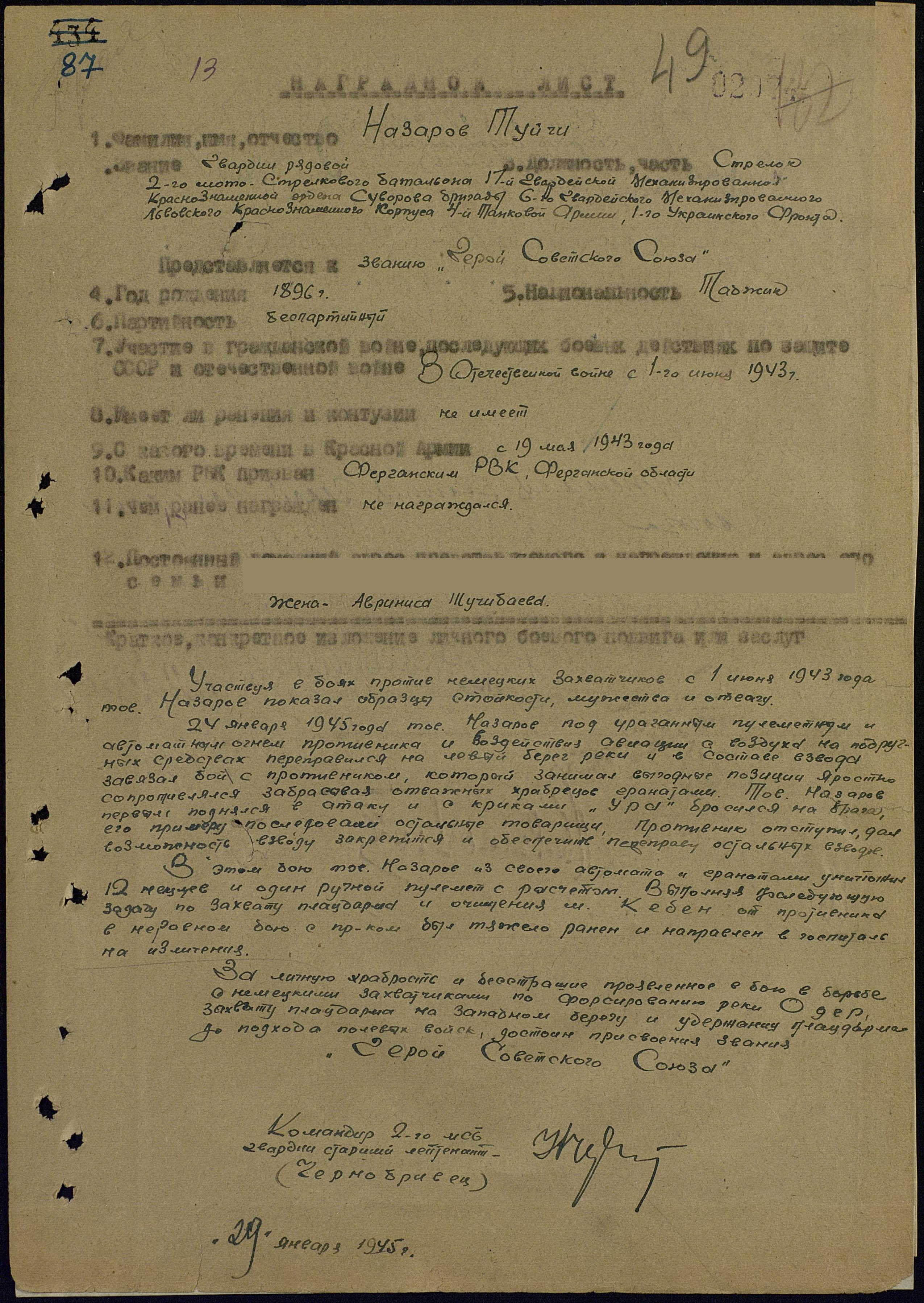
Наградной лист к званию Героя Советского Союза

Назаров одним из первых 24 января 1945 года преодолел Одер в районе населённого пункта Кёбен (ныне Хобеня, Польша). При захвате и расширении плацдарма уничтожил до 12 гитлеровцев и расчет ручного пулемёта.
Указом Президиума Верховного Совета СССР от 10 апреля 1945 года за образцовое выполнение заданий командования в борьбе против немецко-фашистских захватчиков и проявленные при этом мужество и героизм Туйчи Назарову было присвоено звание Героя Советского Союза с вручением Ордена Ленина и медали «Золотая Звезда».
После войны демобилизован. Жил и работал в родном кишлаке.
Умер 18 августа 1974 года. Похоронен в кишлаке Калача Ферганского района Ферганской области.

## Награды
- Медаль «Золотая Звезда»[2].
- Орден Ленина[2].
- Медаль «В ознаменование 100-летия со дня рождения Владимира Ильича Ленина».
- Медаль «За победу над Германией в Великой Отечественной войне 1941—1945 гг.» (9 июня 1945[3]).
- Юбилейная медаль «Двадцать лет Победы в Великой Отечественной войне 1941—1945 гг.» (7 мая 1965[4]).

## Память
- Имя Героя высечено золотыми буквами в зале Славы Центрального музея Великой Отечественной войны в Парке Победы города Москвы.
- На могиле Героя установлен надгробный памятник.
- Имя Героя носила пионерская дружина школы в родном кишлаке.